# NGC 6424
NGC 6424 (другие обозначения — UGC 10932, MCG 12-17-1, ZWG 340.11, NPM1G +70.0177, PGC 60552) — галактика в созвездии Дракон.
Этот объект входит в число перечисленных в оригинальной редакции «Нового общего каталога».